# فراهک
فراهک، روستایی در دهستان جکدان بخش مرکزی شهرستان بشاگرد در استان هرمزگان ایران است.

## جمعیت
بر پایه سرشماری عمومی نفوس و مسکن در سال ۱۳۹۵، جمعیت این روستا برابر با ۲۵۱ نفر (۶۸ خانوار) بوده‌است.